# 法部
法部是清政府於1906年（光緒三十二年）設立的中央機構，總管司法行政事務。

## 沿革
光绪三十二年（1906年），将刑部改设法部，置尚书，侍郎，左、右丞、参以次各官。将十七司合并为八司。设收发所。置员外郎、主事各官。光绪三十三年（1907年），增置宗室郎中、主事各一人；员外郎，小京官，八、九品录事，各二人。将司务裁改为都事司，司库裁改为会计司。司狱改令典狱司小京官兼充，称“正管守长”；八、九品录事兼充，称“副管守长”。初设提牢厅，以典狱司员外郎、主事兼充，称“总管守长”；光绪三十四年（1908年），依照提牢厅司狱旧制，仍定为兼职。不久，置监医正、医副各一人。宣统三年（1911年），将尚书改为大臣，侍郎改为副大臣。

## 编制
法部设司法大臣，副大臣，各一人。左、右丞，参议，各一人。参事四人。审录、制勘、编置、宥恤、举叙、典狱、会计、都事八司，郎中二十五人（审录司四人，其中包括宗室一缺。其余各司各三人），员外郎三十四人（制勘司、编置司各五人，其中包括宗室各一缺。其余各司各四人。），主事三十三人（宥恤司五人，其中包括宗室一缺。其余各司各四人），收发所员外郎、主事各二人。七品小京官二十六人（其中包括宗室二缺），八品录事五十三人，九品录事三十人（其中包括宗室各二缺）。

## 职能
司法大臣掌主法职，监督大理院及北京、外地的审判、检察工作，以维法治。司法副大臣贰之。
- 审录司：掌朝审录囚，覆覈大理院、审判厅刑名。（兼稽云南、贵州、广东、广西、察哈尔左翼案状。）
- 制勘司：掌秋录实缓，定科刑禁。（兼稽四川、河南、陕西、甘肃、新疆、乌里雅苏台、科布多案状。）
- 编置司：掌盗犯减等，定地编发。（兼稽奉天、吉林、黑龙江、山东、山西、察哈尔右翼、绥远城、归化城案状。）
- 宥恤司：掌恩诏赦典，清理庶狱。（兼稽江苏、安徽、江西、福建、浙江、湖北、湖南案状。）
- 举叙司：掌升迁调补，籍纪功罪，徵考法官、律师、书记。
- 典狱司：掌修葺囹圄，严固扃钥，习艺所俘隶簿录并典司之。
- 会计司：掌财用出入，勾稽罚锾钧金。
- 都事司：掌繙译章奏，收发罪囚文移。

所辖：司狱总管守长、正管守长各二人，副管守长六人，监医正（正八品）、监医副（正九品）各一人。

## 歷任法部負責人
法部尚書
- 戴鴻慈（1906年11月7日（光緒三十二年九月廿一日）—1909年10月6日（宣統元年八月廿三日））
- 葛寶華（1908年8月31日（光緒四年八月五日）—？）（署）
- 廷（1909年10月6日（宣統元年八月廿三日）—1911年1月28日（宣統二年十二月廿八日））
- 紹昌（1911年1月28日（宣統二年十二月廿八日）—1911年5月8日（宣統三年四月十日））

司法大臣
- 紹昌（1911年5月8日（宣統三年四月十日）—1911年11月16日（宣統三年九月廿六日））
- 沈家本（1911年11月16日（宣統三年九月廿六日）—1912年2月12日（宣統三年十二月廿五日））